# Cung điện Mafra
Cung điện Mafra (tiếng Bồ Đào Nha: Palácio de Mafra) còn được gọi là cung điện-tu viện Mafra hay Tòa nhà Hoàng gia của Mafra (Real Edifício de Mafra) là một tượng đài, cung điện-tu viện mang kiến trúc Baroque và Tân cổ điển nằm tại Mafra, cách thủ đô Lisbon khoảng 28 kilômét. Nó bắt đầu được xây dựng vào năm 1717 dưới thời vua João V của Bồ Đào Nha và hoàn thành vào năm 1755.
Cung điện được xếp hạng là Di tích quốc gia vào năm 1910 và cũng lọt vào vòng cuối cùng để chọn ra Bảy kỳ quan Bồ Đào Nha. Vào ngày 7 tháng 7 năm 2019, Tòa nhà Hoàng gia của Mafra - Cung điện, Vương cung thánh đường, Tu viện, Vườn và Công viên săn bắn đã được UNESCO công nhận là Di sản thế giới.

## Lịch sử
Cung điện này còn phục vụ như là một tu viện dòng Phan Sinh được xây dựng dưới thời trị vì của vua João V (1707-1750). Đó là kết quả từ một lời thề của ông vào năm 1711, đó là nếu vợ ông, vương hậu Maria Anna hạ sinh cho ông một người con thì ông sẽ phải cho xây dựng một tu viện. Việc cô con gái đầu lòng Infanta Barbara chào đời đã thúc đẩy công việc xây dựng cung điện. Cung điện nằm ở vị trí thuận tiện gần khu bảo tồn săn bắn của hoàng gia, và thường là nơi ở thứ cấp của hoàng gia.
Khu phức hợp rộng lớn này phần lớn được xây dựng bằng đá Lioz, là một trong những tòa nhà Baroque xa hoa nhất ở Bồ Đào Nha rộng tới 40.000 mét vuông, đồng thời nó cũng một trong những cung điện hoàng gia lớn nhất châu Âu. Công trình này được thiết kế bởi kiến trúc sư người Đức João Frederico Ludovice và được xây dựng đối xứng từ một trục trung tâm bị chi phối bởi một vương cung thánh đường, và tiếp tục kéo dài đến mặt tiền chính nơi có hai tòa tháp chính. Các cấu trúc của tu viện được đặt phía sau mặt tiền chính. Tòa nhà cũng bao gồm một thư viện lớn, với khoảng 30.000 cuốn sách quý hiếm. Vương cung thánh đường được trang trí với một số bức tượng của Ý và có sáu cây đại phong cầm lịch sử, hai chuông chùm bao gồm 98 quả chuông nhỏ.

### Xây dựng
Địa điểm chính xác được chọn vào năm 1713 và sau đó được mua lại vào năm 1716. Viên đá đầu tiên được đặt vào ngày 17 tháng 11 năm 1717, với một buổi lễ lớn trước sự chứng kiến của nhà vua, toàn bộ triều đình của ông và Đức Hồng y của Lisbon.
Ban đầu, đây là một dự án tương đối nhỏ dành cho 13 đan sĩ Dòng Anh em Hèn Mọn Capuchin. Tuy nhiên, khi vàng từ thuộc địa Brasil bắt đầu được đưa đến Lisbon hết sức dồi dào, nhà vua đã thay đổi kế hoạch và tuyên bố sẽ xây dựng một cung điện xa hoa cùng với một nhà thờ lớn hơn nhiều. Sự giàu có to lớn này cho phép vua trở thành một người bảo trợ hào phóng cho nghệ thuật.

## Hình ảnh

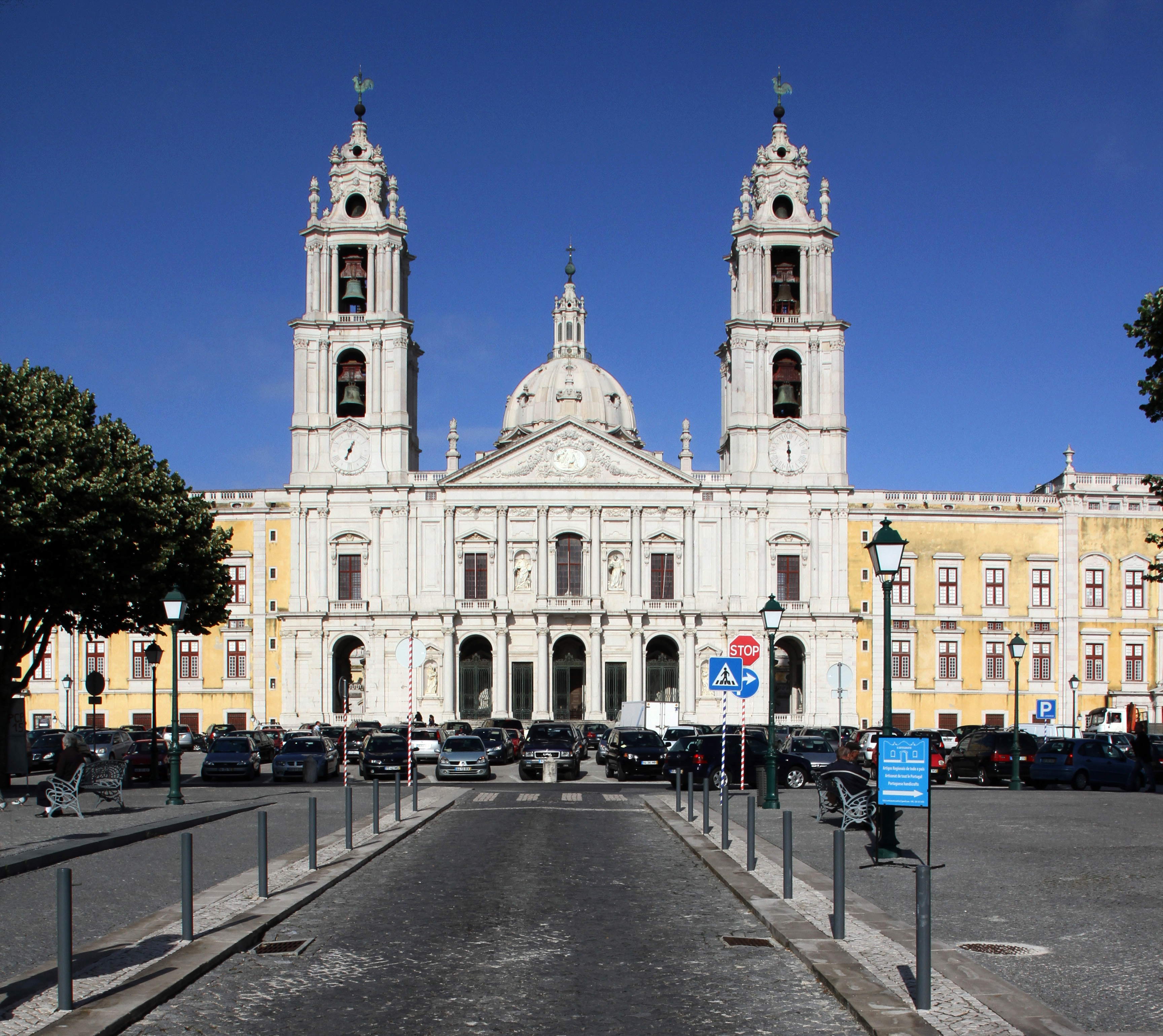
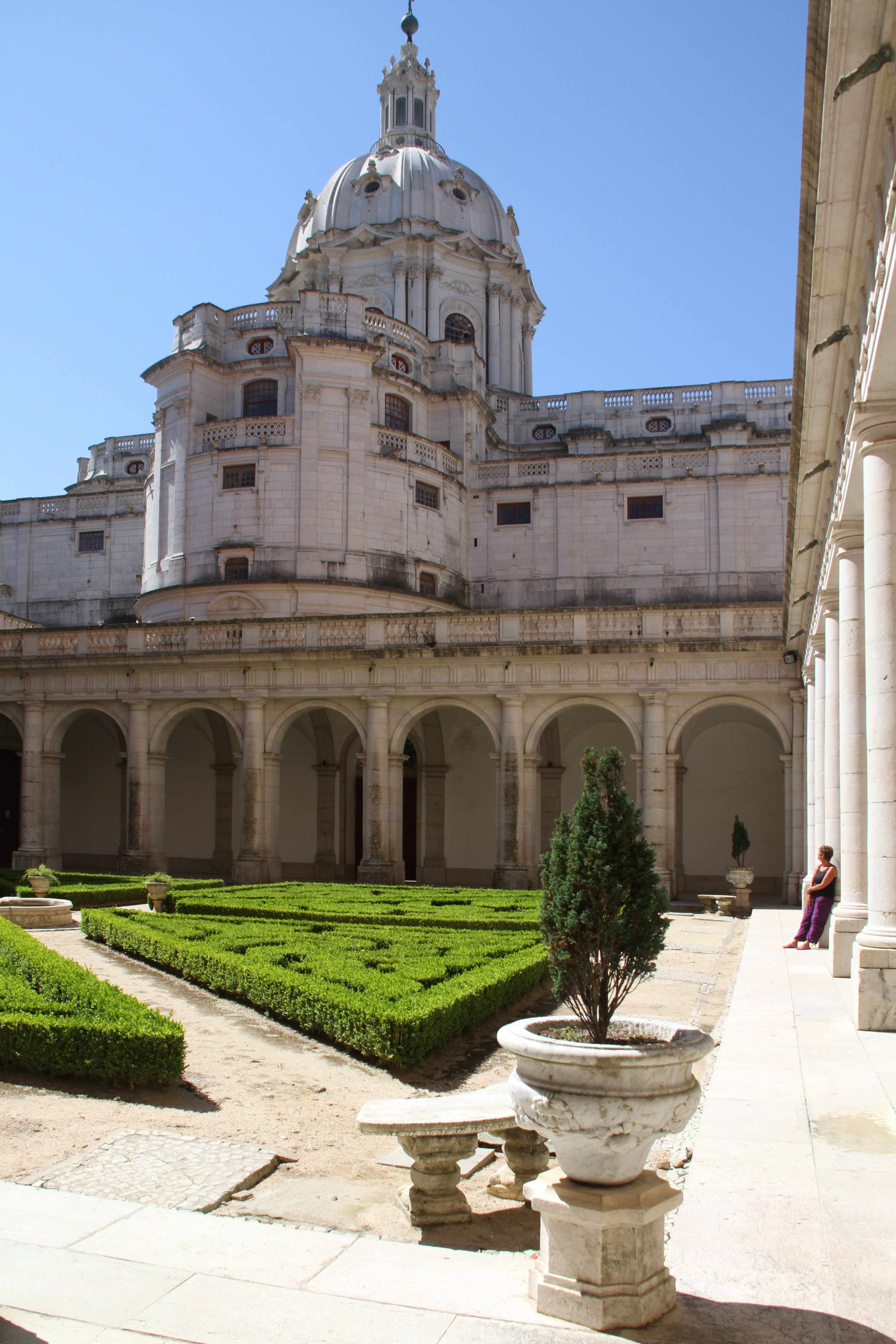
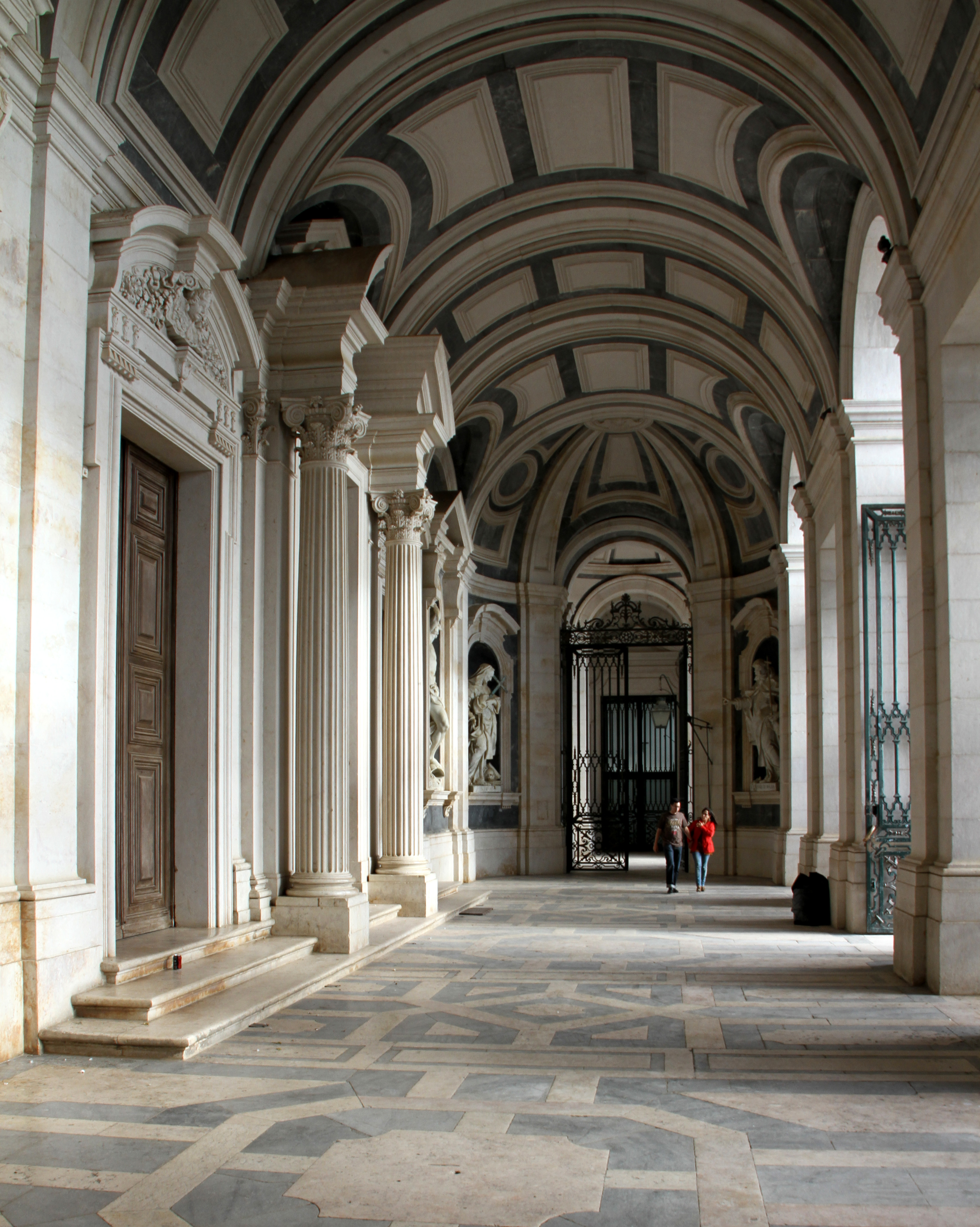
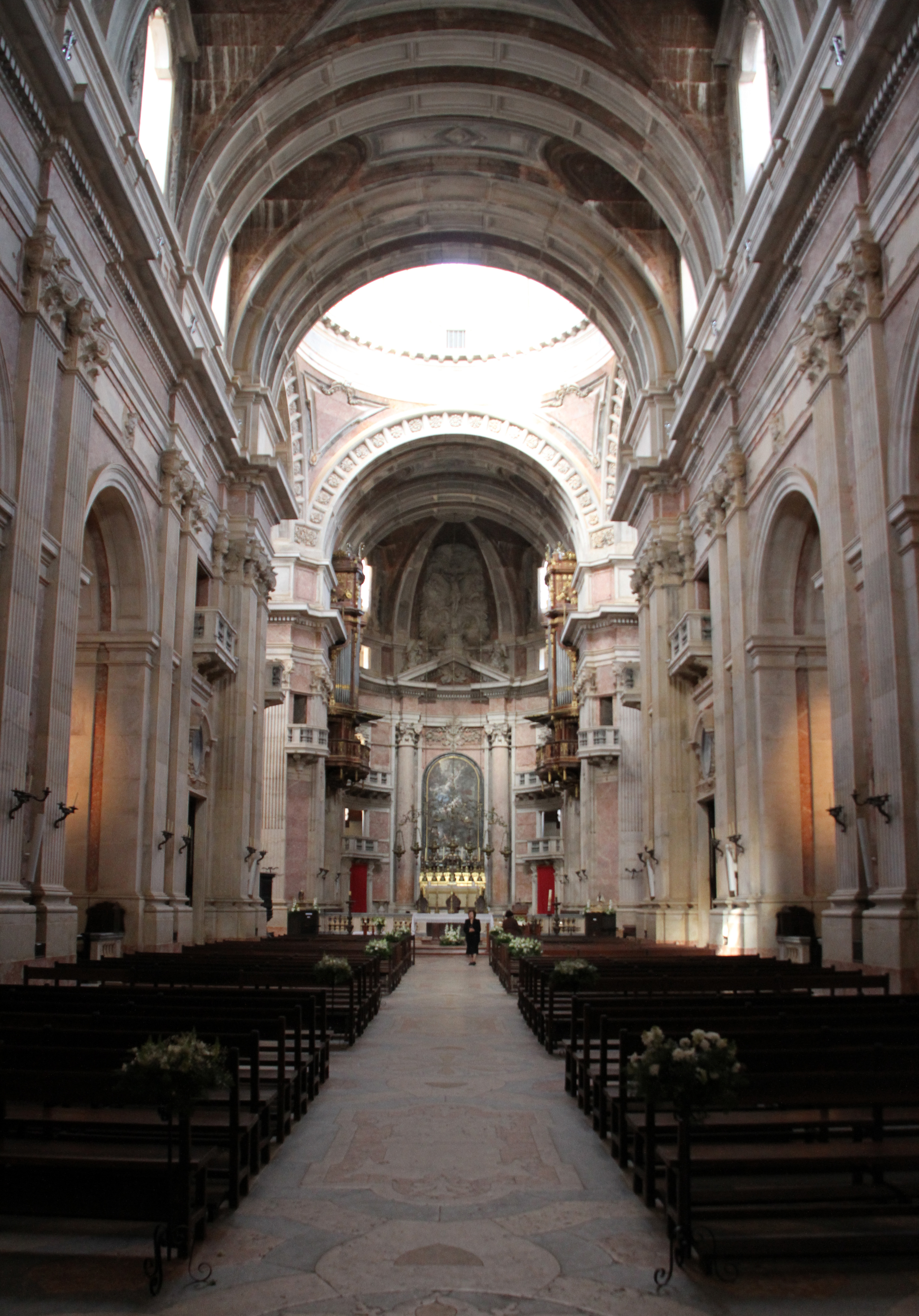
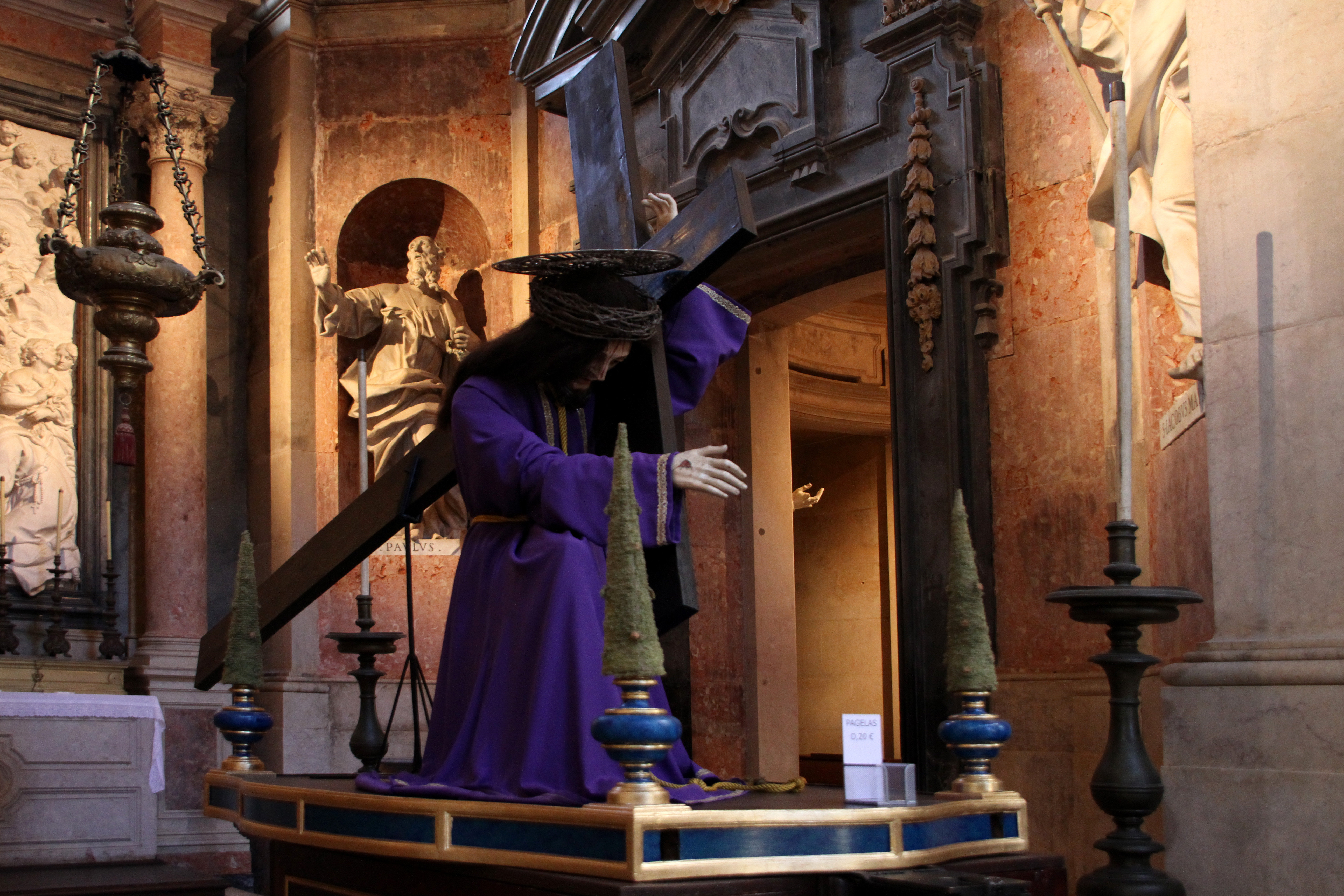
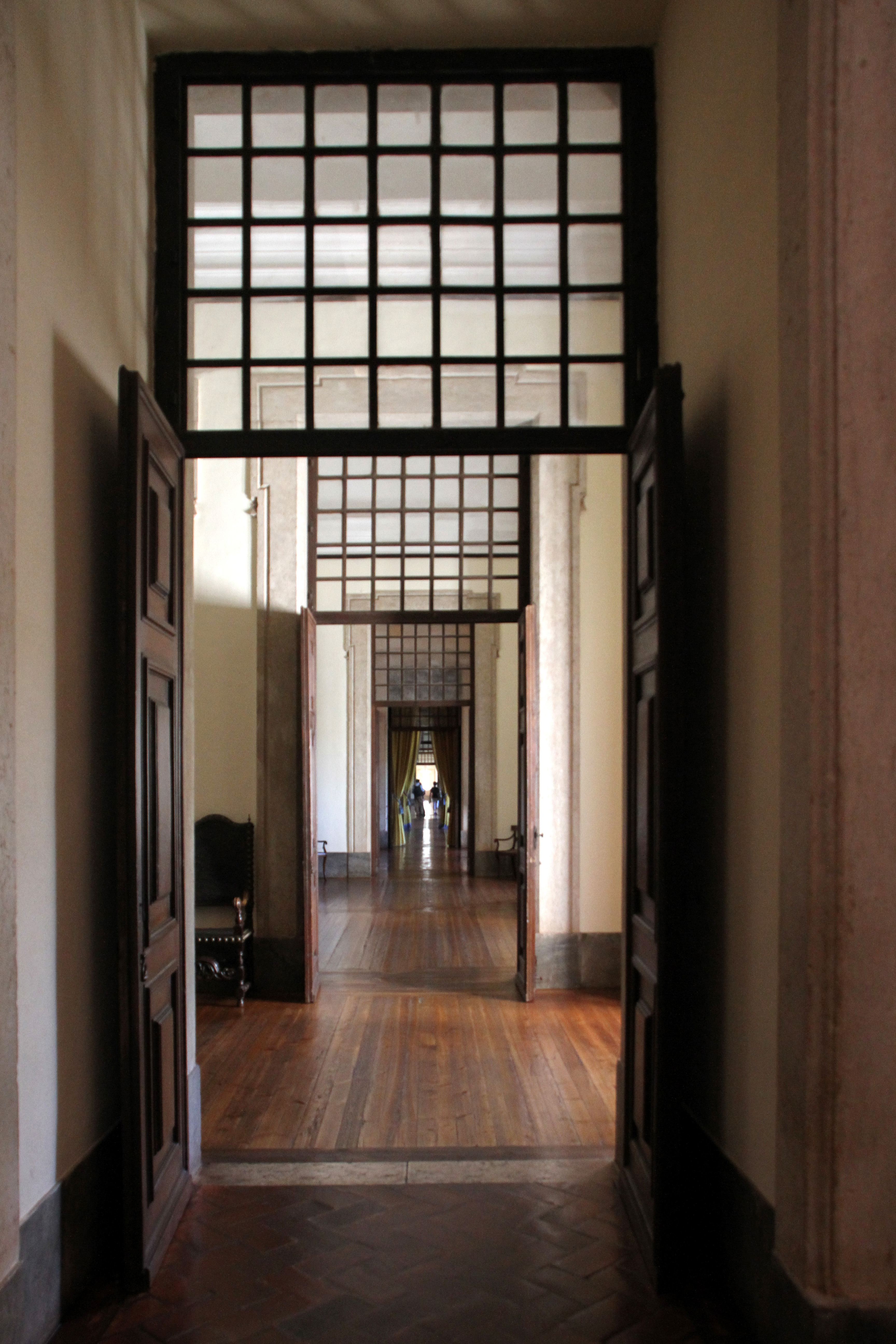
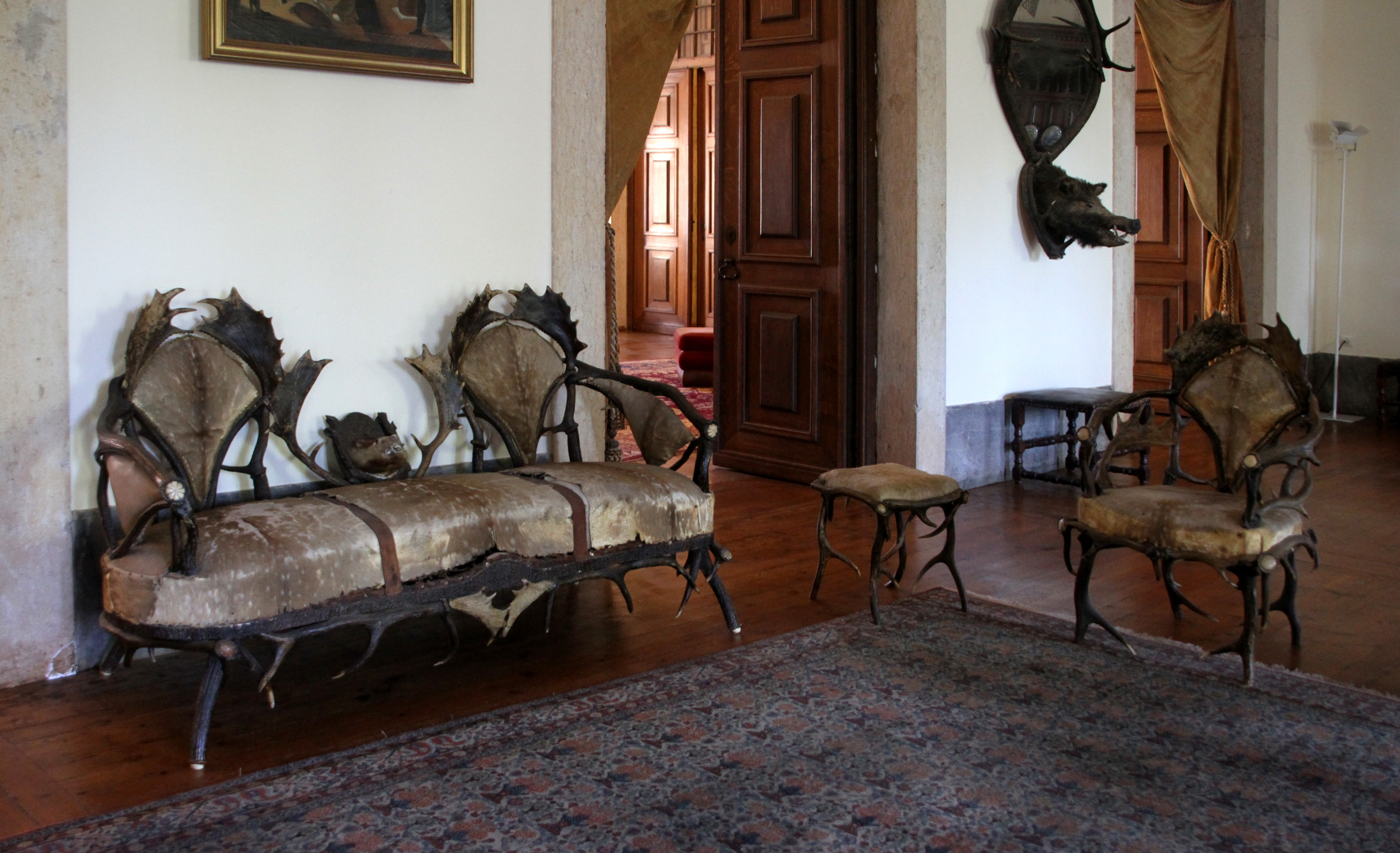
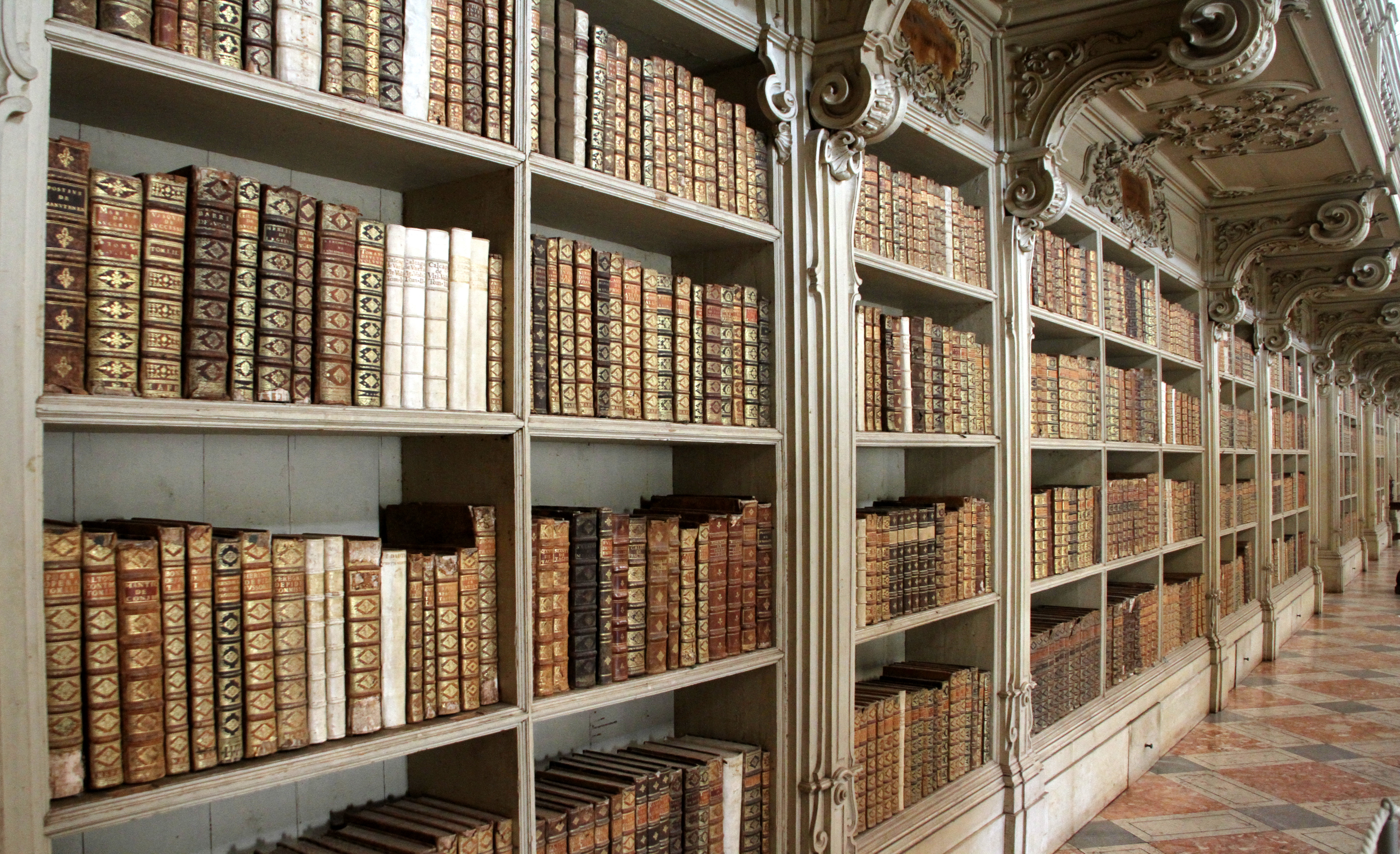